# 37-мм авіадесантна гармата зразка 1944 року (ЧК-М1)
37-мм авіадесантна гармата зразка 1944 року (заводський індекс: ЧК-М1) — радянська легка протитанкова гармата з можливістю повітряного десантування, призначена для озброєння повітряно-десантних, механізованих та мотоциклетних частин.
Ця артилерійська система була розроблена впродовж 1941—1944 років, у її конструкції було застосовано низку оригінальних технічних рішень, спрямованих на зниження її маси. У 1944—1945 роках гармата вироблялася невеликою серією й перебувала на озброєнні Червоної, а пізніше і Радянської армії.